# Theodor Hofmann (Politiker, 1843)

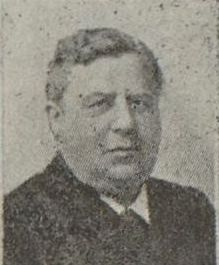
Theodor Hofmann

Theodor Hofmann (* 16. Oktober 1843 in Sulz am Neckar; † 22. April 1914 in Urlau) war katholischer Geistlicher, Professor und Mitglied des Deutschen Reichstags. 

## Leben
Hofmann besuchte die Gymnasien in Ellwangen und Ehingen und die Universität Tübingen (Theologie und Philologie). 1867 wurde er zum Priester geweiht, danach war er Vikar in Schramberg, Repetent in Tübingen und Hauslehrer in Versailles. 1877 wurde er Professor am Obergymnasium und Vorsteher des Konvikts in Ehingen sowie 1894 Pfarrer in Urlau.
In einer Ersatzwahl am 17. November 1896 wurde er als Mitglied des Deutschen Reichstags für den Wahlkreis Württemberg 13 (Aalen, Gaildorf, Neresheim, Ellwangen) gewählt. Er vertrat den Wahlkreis bis 1907 und gehörte der Fraktion der Zentrumspartei an.